# Neutronendiffusion

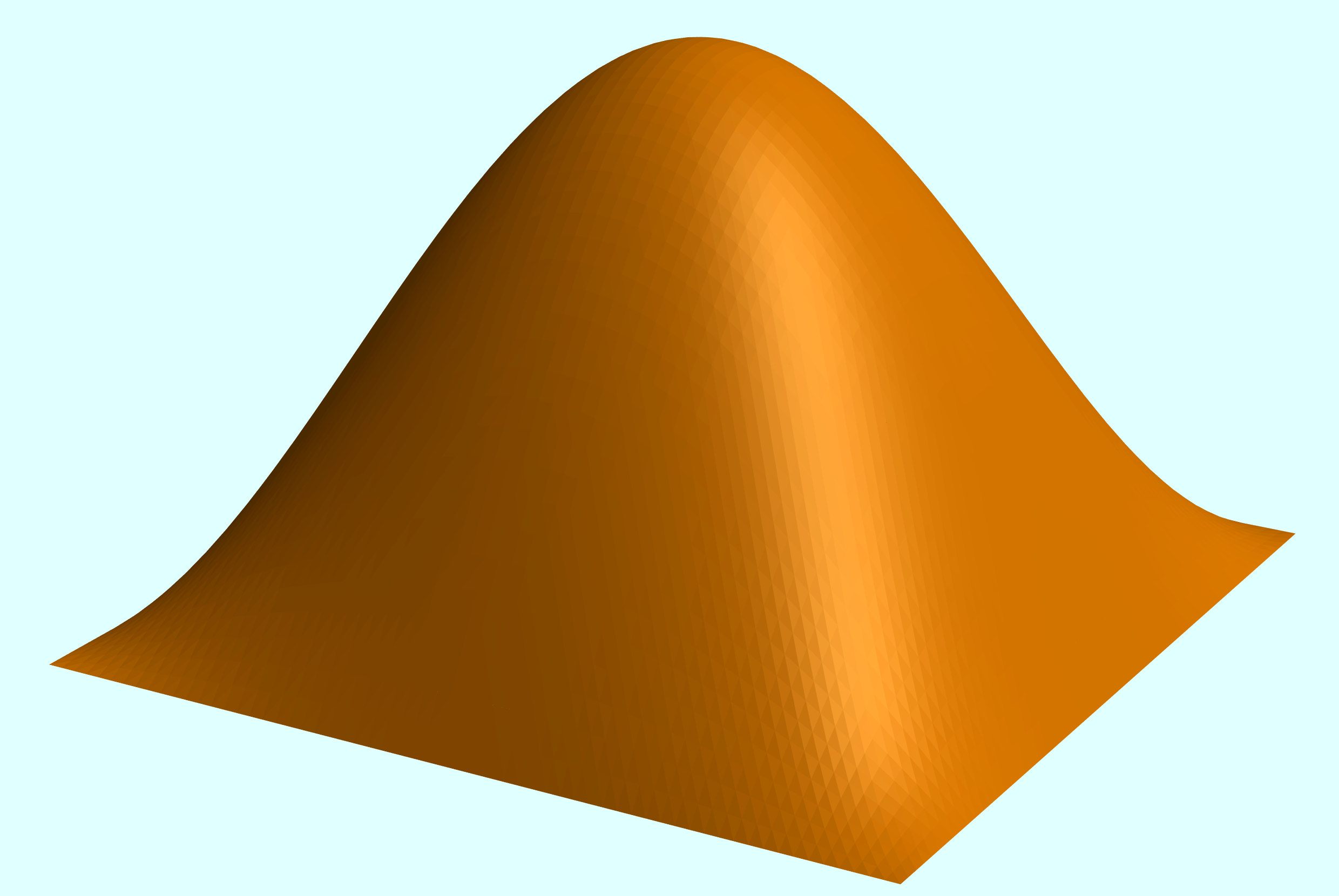
2D-Neutronenfluss in 3D-Darstellung über einer Querschnittsfläche eines Kernreaktors in Gestalt eines Quaders mit homogen verteiltem Kernbrennstoff. Der Neutronenfluss hat an allen Außenflächen des Quaders den Zahlenwert Null, was vorgegeben wurde. Der Neutronenfluss ist frei normierbar, z. B. kann dem Maximalfluss der Zahlenwert Eins zugewiesen werden

Die Neutronendiffusion (lat. diffundere ‚ausgießen‘, ‚verstreuen‘, ‚ausbreiten‘), ein Spezialfall in der rechnerischen Behandlung des allgemeinen Neutronentransports, ist hauptsächlich wichtig in der Berechnung von Kernreaktoren. Diffusion meint zwar auch hier einen ohne äußere Einwirkung eintretenden Vorgang, aber nicht nur den Ausgleich von Anzahldichteunterschieden; bei der Neutronendiffusion sind die Vorgänge vielgestaltiger, denn freie Neutronen können durch Kernreaktionen neu entstehen und durch Absorption verschwinden.

## Vereinfachte Neutronen-Diffusionsgleichungen
Ein Raumbereich sei homogen mit Material gefüllt, das sowohl Neutronen durch Kernspaltung erzeugen als auch Neutronen absorbieren kann.
Der Neutronenfluss lässt sich durch Lösung der Differentialgleichung der Neutronendiffusion gewinnen:
{\displaystyle {\text{Zeitliche Änderung}}={\text{Produktion}}-{\text{Leckage}}-{\text{Absorption}}}
{\displaystyle {\frac {\partial n}{\partial t}}=S+D\ \Delta \Phi -\Sigma _{a}\ \Phi }
Es bedeuten
| Zeichen                     | Einheit | Benennung                              |
| --------------------------- | ------- | -------------------------------------- |
| {\displaystyle n}           | 1/cm³   | Neutronenanzahldichte                  |
| {\displaystyle t}           | s       | Zeit                                   |
| {\displaystyle S}           | 1/cm³s  | Lokale Neutronenquelle                 |
| {\displaystyle \Phi }       | 1/cm²s  | Neutronenfluss                         |
| {\displaystyle D}           | cm      | Neutronendiffusionskoeffizient         |
| {\displaystyle \Delta }     | 1/cm²   | Laplaceoperator                        |
| {\displaystyle \Sigma _{a}} | 1/cm    | Makroskopischer Absorptionsquerschnitt |
Die Neutronen-Diffusionsgleichungen sind Größengleichungen, also von Einheiten unabhängig. Aber es gibt übliche Einheiten in der Reaktorphysik, die in der zweiten Spalte der Tabelle angegeben worden sind. Jeder Term des obigen Differentialgleichungssystems, der als Produkt von makroskopischem Wirkungsquerschnitt und Neutronenfluss gebildet wird, z. B.
{\displaystyle \Sigma _{a}\ \Phi =\{\Sigma _{a}\ \Phi \}\cdot [\Sigma _{a}\ \Phi ]},
besitzt als physikalische Größe die Einheit
{\displaystyle [\Sigma _{a}\ \Phi ]=\mathrm {\frac {1}{cm^{3}\ s}} }.
Das ist die Einheit einer Kernreaktionsratendichte.

### Eindimensionale Neutronen-Diffusionsgleichungen
In einem Medium, das durch zwei parallele Flächen mit unendlicher Oberfläche begrenzt ist, dem sogenannten Plattenreaktor, ergibt sich die vereinfachte Neutronen-Diffusionsgleichung zu
{\displaystyle {\frac {\partial n}{\partial t}}=S+D\ {\frac {\partial ^{2}\Phi }{\partial x^{2}}}-\Sigma _{a}\ \Phi }.
In zylindrischer Geometrie, einem Reaktor in der Form eines Zylinders von unendlicher Länge (Polarkoordinaten), lautet die vereinfachte Neutronen-Diffusionsgleichung
{\displaystyle {\frac {\partial n}{\partial t}}=S+D\ \left({\frac {\partial ^{2}\Phi }{\partial r^{2}}}+{\frac {1}{r}}\ {\frac {\partial \Phi }{\partial r}}\right)-\Sigma _{a}\ \Phi }.
In sphärischer Geometrie entsprechend
{\displaystyle {\frac {\partial n}{\partial t}}=S+D\ \left({\frac {\partial ^{2}\Phi }{\partial r^{2}}}+{\frac {2}{r}}\ {\frac {\partial \Phi }{\partial r}}\right)-\Sigma _{a}\ \Phi }.
Im stationären Zustand ist die zeitliche Änderung der Neutronenanzahldichte Null, {\displaystyle {\tfrac {\partial n}{\partial t}}=0}. Von dieser Annahme gehen wir auch bei den stationären Vielgruppen-Neutronen-Diffusionsgleichungen aus (siehe unten).

### Zeitunabhängige Neutronen-Diffusionsgleichung
In einem Reaktor wird im stationären Zustand der Quellterm S durch {\displaystyle S=k_{\infty }\ \Sigma _{a}\ \Phi } beschrieben.
{\displaystyle \Delta \Phi +(k_{\infty }-1)\ {\frac {\Sigma _{a}}{D}}\ \Phi =0}.
Dabei ist {\displaystyle k_{\infty }} der Neutronenmultiplikationsfaktor im unendlich ausgedehnten Medium.
{\displaystyle L^{2}={\frac {D}{\Sigma _{a}}}}
ist das Quadrat der Diffusionslänge {\displaystyle L}. Da im kritischen Reaktor {\displaystyle k_{\infty }>1} sein muss, kann man die Größe
{\displaystyle B^{2}={\frac {k_{\infty }-1}{L^{2}}}}
einführen; sie heißt in der Reaktorphysik Buckling, eingedeutscht Flusswölbung. Die vereinfachte Form der Neutronen-Diffusionsgleichung lautet damit
{\displaystyle \Delta \Phi +B^{2}\ \Phi =0}.
Diese Gleichung ist vom Typ Helmholtz-Gleichung.

## Stationäre Vielgruppen-Neutronen-Diffusionsgleichungen
Der reale Fall eines heterogenen Reaktors wird durch die stationären Vielgruppen-Neutronen-Diffusionsgleichungen beschrieben. Der stationäre Neutronenfluss {\displaystyle \Phi ^{g}({\vec {r}})} für die Energiegruppe {\displaystyle g} am Ort {\displaystyle {\vec {r}}} genügt den homogenen, zeitunabhängigen Vielgruppen-Neutronen-Diffusionsgleichungen
{\displaystyle -\nabla (D^{g}({\vec {r}})\nabla \Phi ^{g}({\vec {r}}))+\Sigma _{r}^{g}({\vec {r}})\Phi ^{g}({\vec {r}})=Q^{g}({\vec {r}})}
mit der Quellratendichte {\displaystyle Q^{g}({\vec {r}})}, einer Summe von Spaltraten- und Streuquelldichten, in der Form
{\displaystyle Q^{g}({\vec {r}})={\frac {\chi ^{g}}{k_{\text{eff}}}}\sum _{h=1}^{G}\nu \Sigma _{f}^{h}({\vec {r}})\Phi ^{g}({\vec {r}})\;+\sum _{h=1,\ h\neq g}^{G}\Sigma _{s}^{gh}({\vec {r}})\Phi ^{g}({\vec {r}})}
für {\displaystyle g=1,\ 2,\ldots ,G}
und alle Orte {\displaystyle {\vec {r}}} im Raumbereich, für die diese Differentialgleichungen zu lösen sind.
Diese Gleichungen bilden ein System von {\displaystyle G} partiellen, elliptischen Differentialgleichungen 2. Ordnung. In der hier dargestellten Form wurde die kontinuierliche Energievariable bereits in Intervalle, in Energiegruppen, unterteilt. Die sog. Gruppenkonstanten, die in die Koeffizienten des Gleichungssystems eingehen, sind (bis auf Ausnahmen) material-, orts- und energieabhängig. Bevor man mit der Lösung der Vielgruppen-Neutronen-Diffusionsgleichungen beginnen kann, müssen diese Koeffizienten mit einem Zellprogramm berechnet worden sein und zahlenmäßig als Eingabedaten vorliegen.
Es bedeuten
| Zeichen                                         | Einheit | Benennung |
| ----------------------------------------------- | ------- | --- |
| {\displaystyle {\vec {r}}}                      | cm      | Ort, die Koordinaten eines Punkts im Lösungsbereich |
| {\displaystyle \Phi ^{g}({\vec {r}})}           | 1/cm²s  | Neutronenfluss der Energiegruppe {\displaystyle g} am Ort {\displaystyle {\vec {r}}}, die fundamentale Eigenfunktion des Differentialgleichungssystems |
| {\displaystyle k_{\text{eff}}}                  | 1       | Effektiver Multiplikationsfaktor, der Eigenwert, der zur fundamentalen Eigenfunktion gehört |
| {\displaystyle g} und {\displaystyle h}         | 1       | Nummer der Energiegruppe |
| {\displaystyle G}                               | 1       | Anzahl der Energiegruppen |
| {\displaystyle \nabla }                         | 1/cm    | Nabla- oder Gradientenoperator |
| {\displaystyle D^{g}({\vec {r}})}               | cm      | Neutronendiffusionskoeffizient der Gruppe {\displaystyle g} am Ort {\displaystyle {\vec {r}}} |
| {\displaystyle \Sigma _{r}^{g}({\vec {r}})}     | 1/cm    | Makroskopischer totaler Verlustquerschnitt der Gruppe {\displaystyle g} am Ort {\displaystyle {\vec {r}}}, auch als makroskopischen Removalquerschnitt bezeichnet (daher Index r) |
| {\displaystyle \nu \Sigma _{f}^{h}({\vec {r}})} | 1/cm    | Makroskopischer Neutronen-Produktionsquerschnitt der Gruppe {\displaystyle h} am Ort {\displaystyle {\vec {r}}}. Das ist ein Produkt aus der mittlere Anzahl {\displaystyle \nu } der Neutronen pro Spaltung und dem makroskopischen Spaltquerschnitt {\displaystyle \Sigma _{f}^{h}({\vec {r}})} (Index f von fission). |
| {\displaystyle \Sigma _{s}^{gh}({\vec {r}})}    | 1/cm    | Makroskopischer Streuquerschnitt von der Gruppe {\displaystyle h} in die Gruppe {\displaystyle g} am Ort {\displaystyle {\vec {r}}}. Beachte, dass die Matrixindizes oft in der Form {\displaystyle h\to g} geschrieben werden (Index s von scattering oder Streuung)                                                    |
| {\displaystyle \chi ^{g}}                       | 1       | Spaltspektrum der Gruppe {\displaystyle g}. Ist im allgemeinen ortsunabhängig |
Jede einzelne der {\displaystyle G} Stück Gleichungen des Systems ist die differentielle Form einer Erhaltungsgleichung für die Anzahl der Neutronen im Raum am Ort {\displaystyle {\vec {r}}}, deren Energien in dem Intervall liegen, das durch die Grenzen der Energiegruppe {\displaystyle g} festgelegt ist.
Das Differentialgleichungssystem wird vervollständigt durch zwei Stetigkeitbedingungen und eine Bedingung für alle Punkte, die auf äußeren Randflächen liegen. Ist das System symmetrisch, besitzt es zum Beispiel Spiegelebenen, dann kommen spezielle Randbedingungen an diesen Ebenen hinzu.